# Aurora Cancian
Aurora Cancian (Torino, 2 giugno 1949) è un'attrice e doppiatrice italiana.

## Biografia
Attiva soprattutto negli studi di Roma e Torino, Ha doppiato importanti attrici, come Brenda Blethyn, Dianne Wiest, Julie Walters e Mary Steenburgen, ma anche Ginger Rogers in alcuni ridoppiaggi. Inoltre ha prestato la voce in film della Disney Red e Toby - Nemiciamici e Hercules. Altri doppiaggi sono stati C'era una volta... Pollon (ruolo di Atena), il cortometraggio animato ceco Le fiabe della strega (voce narrante), a Brigitte Nielsen negli sceneggiati di Fantaghirò. Ha inoltre doppiato vari personaggi nelle serie televisive Streghe, Smallville, Roswell e Alias.
Come attrice per la televisione la si ricorda fra gli interpreti dello sceneggiato I Buddenbrook del 1971, nel ruolo del sindaco nella fiction Carabinieri ed in quello dell'infermiera di Ho sposato un calciatore. Ha inoltre preso parte a Il capitano, alle due edizioni di Non lasciamoci più, Le ragazze di San Frediano, Raccontami una storia e Enrico Mattei - L'uomo che guardava al futuro.

## Prosa televisiva RAI
- I Buddenbrook di Italo Alighiero Chiusano da Thomas Mann, regia di Edmo Fenoglio, prima puntata 21 aprile 1971
- Lulù di Carlo Bertolazzi, regia di Sandro Bolchi, trasmessa il 3 novembre 1972.
- Gendarmi si muore di Marcel Achard, regia di Carlo Lodovici, trasmessa il 17 agosto 1973.
- Carte in tavola di Somerset Maugham, regia di Edmo Fenoglio, trasmessa il 26 settembre 1982.

## Filmografia

### Cinema
- Ti voglio bene Eugenio, regia di Francisco José Fernandez (2001)
- Le leggi del desiderio, regia di Silvio Muccino (2015)
- Un cielo stellato sopra il ghetto di Roma, regia di Giulio Base (2020)
- Invisibili, regia di Ambra Principato (2025)

### Televisione
- Non lasciamoci più, regia di Vittorio Sindoni (1999, 2001)
- Carabinieri (2002-2005)
- Butta la luna - episodio 1x02 (2006)
- R.I.S. 5 - Delitti imperfetti, regia di Fabio Tagliavia – serie TV, episodio 5x02 (2009)

## Doppiaggio

### Film
- Margo Martindale in Dead Man Walking - Condannato a morte, Management - Un amore in fuga, Beautiful Creatures - La sedicesima luna, Mother's Day, Cocainorso
- Ginger Rogers in Carioca, Cerco il mio amore, Roberta, Girandola, La vita di Vernon e Irene Castle (ridoppiaggi)
- Brenda Blethyn in Segreti e bugie, Bara con vista, Il matrimonio è un affare di famiglia, London River
- Ellen Burstyn in Scelta d'amore - La storia di Hilary e Victor, Il giuramento di Diane, W., L'esorcista - Il credente
- Penelope Wilton in La donna del tenente francese, Tutta colpa del fattorino, L'imprevedibile viaggio di Harold Fry
- Dana Ivey ne La famiglia Addams, La famiglia Addams 2
- Julie Walters in Come una donna, Becoming Jane
- Frances de la Tour in Hugo Cabret, Mr. Holmes - Il mistero del caso irrisolto
- Ann Dowd in La mia vita a Garden State, Captain Fantastic
- CCH Pounder in Cercando Christina, Chicago Cop - Paure incrociate
- Lynn Redgrave in Shine, La contessa bianca
- Diana Rigg in Giallo in casa Muppet, Ultima notte a Soho
- Carol Kane ne Il grande bullo, Due teneri angioletti
- Judi Dench in Jane Eyre
- Sônia Braga in Tieta do Brasil
- Jane Curtin in Shaggy Dog - Papà che abbaia... non morde
- Tyne Daly in Spider-Man: Homecoming
- Bebe Drake in Space Jam
- Carol McReady in La carica dei 102 - Un nuovo colpo di coda
- Mary Steenburgen in Mi chiamo Sam
- Pamela Paul in Natale a New York
- Kathy Bates in Fred Claus - Un fratello sotto l'albero
- Willeke van Ammelrooy in La casa sul lago del tempo
- Elisabeth Shue in Tuck Everlasting - Vivere per sempre
- Nathalie Baye in Gioco al massacro
- Jane Lynch in I tre marmittoni
- Lupe Ontiveros in Le donne vere hanno le curve
- Eileen Atkins in Oggi è già domani
- Joan Plowright in Le due facce del male
- Denise Chalem in Poeti dall'inferno
- Michele Lee in ...e alla fine arriva Polly
- Celia Weston in After.Life
- Catherine Salviat in Le passeggiate al Campo di Marte
- Helen Carey in The Next Three Days
- Zoë Wanamaker in Wilde
- Allison Janney in Juno
- Christine Baranski in Relative Strangers - Aiuto! sono arrivati i miei
- Jeannie Epper in Kill Bill: Volume 2
- Seka in Pornofantasie di un superdotato
- Gemma Jones in La teoria del volo
- Joanna Gleason in Prima o poi mi sposo
- Lilli Carati in L'alcova
- Elena Solovey in C'era una volta a New York
- Patty McCormack in The Master
- Susi Sánchez in Io non ho paura
- Anna Maria Rizzoli in La ripetente fa l'occhietto al preside
- Amy Irving in Carrie 2 - La furia
- Fiona Shaw in Enola Holmes
- Maggie Smith in Marigold Hotel
- La Castou in Beautiful Minds
- Jean Smart in Babylon
- Gen Ryan in Dickens - L'uomo che inventò il Natale
- Arita Shahrzad in Donne senza uomini
- Concha Galán in 20 centimetri
- Pam Ferris in Tolkien
- Tracey Ullman in The Queen - La regina
- Anne Bancroft in Dracula morto e contento
- Lesley Manville in Romeo and Juliet
- Betty Buckley in Split
- Anjelica Huston in The Golden Bowl
- Katja Rupé in La seconda notte
- Priscilla Shanks in Mr. Bean - L'ultima catastrofe
- Nancy Lenehan in Night Swim
- Loes Schnepper in Crypto Boy
- Alison Steadman in Better Man
- Solveig Dommartin in Il cielo sopra Berlino

### Film d'animazione
- Kanga in Le avventure di Winnie the Pooh, Winnie the Pooh: Tempo di regali, T come Tigro... e tutti gli amici di Winnie the Pooh, Buon anno con Winnie the Pooh, Pimpi, piccolo grande eroe, Winnie the Pooh: Ro e la magia della primavera, Winnie the Pooh e gli Efelanti, Il primo Halloween da Efelante, Winnie the Pooh - Nuove avventure nel Bosco dei 100 Acri, Ritorno al Bosco dei 100 Acri
- Gran Ma' in Red e Toby nemiciamici
- Faloo in Bianca e Bernie nella terra dei canguri
- Signora Maples in In viaggio con Pippo
- Madre di Hanappe in Hanappe Bazooka
- Era in Hercules
- Guardaroba ne Il mondo incantato di Belle
- Denise in Titanic - La leggenda continua
- Luna ne La stella di Laura
- Maudeline Everglot in La sposa cadavere
- Miss Viola in Happy Feet, Happy Feet 2
- Regina Ariana in Barbie principessa dell'isola perduta
- Antoinette ne Le avventure del topino Despereaux
- Dottoressa Poole in Space Chimps - Missione spaziale
- Sadako in Arrietty - Il mondo segreto sotto il pavimento
- Carlotta in Un mostro a Parigi
- Hana Matsuzaki ne La collina dei papaveri
- Sig.ra Horikoshi in Si alza il vento
- Madre Superiora in Ballerina
- Chuni in Ainbo - Spirito dell'Amazzonia
- Gwen Batterbie ne Il mostro dei mari
- Barb in Diario di una schiappa - La legge dei più grandi

### Serie televisive e miniserie
- Brigitte Nielsen in Fantaghirò 2, Fantaghirò 3, Fantaghirò 4, Fantaghirò 5, La meravigliosa storia di Fantaghirò
- Jean Smart in 24, Legion, Hawaii Five-0
- Pamela Reed in Jericho, Eli Stone, NCIS: Los Angeles
- Margo Martindale in Sneaky Pete, The Watcher
- Christine Baranski in Ugly Betty, The Big Bang Theory
- Zoë Wanamaker in Miss Marple, Britannia
- Brenda Blethyn in Law & Order - Unità vittime speciali, Guerra e pace
- Harriet Sansom Harris in Desperate Housewives
- Sônia Braga in Alias
- Liliane Rovère in Chiami il mio agente!
- Camryn Manheim in Person of Interest
- Rosel Zech in Un ciclone in convento
- Penelope Wilton in Il piccolo popolo dei Graffignoli
- Stephanie Faracy in Devious Maids - Panni sporchi a Beverly Hills
- Diane Delano in K.C. Agente Segreto
- Christine Estabrook in American Horror Story
- CCH Pounder in West Wing - Tutti gli uomini del Presidente
- Wendy Lyon in Designated Survivor
- Amy Hill in Enlightened - La nuova me
- Annette Badland in Maghi contro alieni
- Anne Reid in Jane Eyre
- Fiona Shaw in True Blood
- Elizabeth Peña e Caroline Aaron in CSI: Miami
- Priscilla Pointer in Storie incredibili
- Julie Adams (ep. 6x11) e Carroll Baker in La signora in giallo
- Lynn Redgrave in La tata
- Linda Bassett in L'amore e la vita - Call the Midwife
- Rita Moreno in Grace and Frankie
- Frances de la Tour in Vanity Fair - La fiera delle vanità
- Sorcha Cusack in Padre Brown

### Film TV
- Mindy Sterling in Nolan - Come diventare un supereroe
- Charlotte Rae in Quattro amiche, nuovi amori
- Barbara Babcock in Mamma, ho allagato la casa
- Doris Roberts in Mrs. Miracle - Una tata magica

### Soap opera e telenovelas
- Renata Flores in Rosa selvaggia (1ª voce)
- Tonia Carrero in Vite rubate
- Lucía Méndez in Viviana, Cuore di pietra
- Linda Purl in Beautiful

### Serie animate
- Kanga ne Il libro di Pooh, I miei amici Tigro e Pooh
- Atena ed Eos in C'era una volta... Pollon
- Elizabeth Hoover (st. 6+), insegnante di ballo (ep. 6x17), Millicent (ep. 3x08), madre di Apu (ep. 9x07) ed Elisabetta II ne I Simpson[1]
- Gyokumen Koshu in Saiyuki
- Millie Millevoci in Lazy Town
- Regina Bavarois in Yes! Pretty Cure 5 GoGo!
- Cenerentola in Regal Academy
- Melaverde in Adventure Time
- Regina d'Inghilterra in Topolino - Strepitose avventure
- Prozia Silvia in Curioso come George
- Misako in LEGO Ninjago
- HR Lady/Kathleen in Carol e la fine del mondo

### Videogiochi
- Becca, venditrice di Spille in Epic Mickey 2: L'avventura di Topolino e Oswald[2]